# Бендерский, Борух
Борух Бендерский (идиш ברוך בענדערסקי‎ — Бу́рих (Бо́рех) Бенде́рский; 15 мая 1880, Романковцы, Хотинский уезд, Бессарабская губерния, Российская Империя — 3 марта 1953, колония Вилла Домингес, провинция Энтре-Риос, Аргентина) — аргентинский еврейский писатель и журналист. Писал на идише.

## Биография
26 июня 1894 года эмигрировал с родителями в Аргентину и поселился в земледельческой колонии Зоненфельд (позднее Сан Грегорио, провинция Энтре-Риос) Еврейского колонизационного общества, основанной за год до того фондом барона де Гирша. Большую часть жизни жил в еврейской земледельческой колонии Вилла Домингес.
Работал в аргентинских газетах «Ди идише hофэнунг» (Еврейская надежда, 1908—1917), «Ди найе цайт» (Новое время), «Дэр идишер колонист» (Еврейский колонист), «Ди идише цайтунг» (Еврейская газета), «Ди пресе» (Пресса).
Автор книг «Аф идише фелдер» (На еврейских полях, Буэнос-Айрес, 1931) и «Геклибэнэ шрифтн» (Избранные произведения, Буэнос-Айрес, 1954). Известен своими романтическими произведениями из жизни еврейских колонистов Аргентины (за что получил прозвище «еврейского Редьярда Киплинга»). Его рассказы были также опубликованы в антологии «Аф ди брегн фун Ла Плата» (На берегах Ла Платы, 1919).

## Публикации
- אױף ייִדישע פֿעלדער: סקיצן און שילדערונגען (На еврейских полях: зарисовки и очерки). Буэнос-Айрес, 1931. — 190 с.[13]
- געקליבענע שריפֿטן (Избранные произведения). Буэнос-Айрес: Editorial ICUF, 1954. — 255 с.[14]